# موز قاچ‌شده
دسر بستنی موز قاچ‌شده (انگلیسی: Banana split) یا «بنانا اسپلیت» یک دسر بستنی آمریکایی است که از یک موز پوست‌کنده و نصف‌شده از طول، به همراه بستنی و سس تشکیل می‌شود. روش‌های مختلفی برای تهیه آن وجود دارد، اما نوع کلاسیک بنانا اسپلیت با سه اسکوپ بستنی (وانیل، شکلات و توت‌فرنگی) درست می‌شود. سس یا سس‌ها (معمولاً شکلات، توت‌فرنگی و آناناس) روی بستنی ریخته شده و با خامه فرم گرفته و گیلاس ماراسکینو تزئین می‌شود. مغزهای خرد شده (معمولاً بادام‌زمینی یا گردو) نیز اختیاری هستند.
بنانا اسپلیت اصلی با سه اسکوپ بستنی با طعم‌های مختلف، با میوه تزئین می‌شد و روی یک موز که از طول نصف شده بود، سرو می‌شد. در دستور پخت اصلی از توت‌فرنگی، تمشک و آناناس خرد شده به همراه سیروپ مارشمالو، مغزهای خرد شده و گیلاس سیاه بدون هسته استفاده می‌شد. این دسر به‌طور سنتی در ظرف شیشه‌ای کشیده‌ای به نام «قایق» سرو می‌شود.
امروزه از سس مارشمالوی استریکلر دیگر استفاده نمی‌شود. سس‌های سنتی مورد استفاده در بنانا اسپلیت امروزی شامل سس آناناس، توت‌فرنگی و شکلات، خامه فرم گرفته، مغز و گیلاس است. سس کارامل اما یک سس غیرسنتی است که در نسخه‌های بعدی بنانا اسپلیت کلاسیک به کار می‌رود.
در نسخه‌های دیگر این دسر ممکن است از موز گریل شده، طعم‌های مختلف بستنی مانند نارگیل یا قهوه، یا سس‌هایی مانند کارامل نمکی و باترسکوچ گرم استفاده شود.

## تاریخچه
در اواسط قرن نوزدهم، با ظهور بستنی‌فروشی‌ها، نوشیدنی‌های سرد و بستنی به عنوان پدیده‌ای جدید مطرح شدند. یک دستور پخت محبوب که در سال ۱۹۰۷ منتشر شد، شامل یک موز نصف شده از طول، دو اسکوپ بستنی در هر انتها و یک قاشق خامه زده شده در وسط به همراه گیلاس ماراسکینو بود؛ یک انتها با مغزهای مخلوط خرد شده و دیگری با میوه‌های مخلوط خرد شده پوشانده می‌شد. «اسپاتولا سودا واتر گاید» در سال ۱۹۱۹، دستور پخت ۲۵ نوع مختلف بنانا اسپلیت را منتشر کرد.
منشأ دقیق بنانا اسپلیت مورد بحث است، اما بیشتر مورخان معتقدند که اولین بار در سال ۱۹۰۴ توسط چشم‌پزشکی به نام دیوید «داک» استریکلر در لاتروب، پنسیلوانیا، ابداع شد. استریکلر با الهام از دسرهای میوه‌ای که در تعطیلات تابستان ۱۹۰۴ در آتلانتیک سیتی دیده بود، سعی کرد چیزی مشابه آن را با موز پس از بازگشت به لاتروب بسازد. دسری که او ابداع کرد، در ابتدا ۱۰ سنت قیمت داشت که دو برابر قیمت سایر بستنی‌ها بود و به سرعت در میان دانشجویان کالج سنت وینسنت محبوب شد. خبر این دسر جدید به سرعت دهان به دهان و از طریق مکاتبات پخش شد و به فراتر از لاتروب رسید. استریکلر بعدها داروخانه را خرید و نام آن را «داروخانه استریکلر» گذاشت.
ویلمینگتون، اوهایو نیز ادعای ارتباط اولیه با این دسر را دارد که به سال ۱۹۰۷ بازمی‌گردد، زمانی که ارنست «داک» هازارد، دسری را به امید جذب دانشجویان کالج ویلمینگتون به مغازه خود در روزهای کسادی زمستان ابداع کرد. دسری که او ساخت همان بنانا اسپلیت بود: سه اسکوپ بستنی بین دو نیمه یک موز نصف شده، با سس‌های شکلات، توت‌فرنگی و آناناس، خامه زده شده، گیلاس ماراسکینو و مغزها.
با این حال، بیشتر مورخان بر این باورند که شواهد برای ابداع استریکلر در سال ۱۹۰۴ قانع‌کننده‌تر است و در سال ۲۰۰۴، انجمن ملی خرده‌فروشان بستنی (NICRA)، شهر لاتروب، پنسیلوانیا را به عنوان زادگاه بنانا اسپلیت تأیید کرد. هر دو شهر جشنواره‌ای سالانه به افتخار این دسر برگزار می‌کنند.

## گسترش محبوبیت
بوستون (۱۹۰۵)، داونپورت، آیووا (۱۹۰۶) و کلمبوس، اوهایو نیز ادعای ابداع بنانا اسپلیت را دارند، اما شواهد کافی برای اثبات این ادعاها وجود ندارد. والگرینز به دلیل گسترش محبوبیت بنانا اسپلیت شهرت دارد. داروخانه‌های اولیه چارلز رودلف والگرین در منطقه شیکاگو، بنانا اسپلیت را به عنوان یک دسر خاص پذیرفتند و آبمیوه‌فروشی‌های درون فروشگاه‌ها مشتریانی را جذب می‌کردند که در غیر این صورت ممکن بود نسخه‌های خود را در داروخانه‌های دیگر تهیه کنند.

## در فرهنگ عامه
پای بنانا اسپلیت توسط جانت وینکوئیست، یک نوجوان ۱۶ ساله اهل هولدرگ، نبراسکا در سال ۱۹۵۲ ابداع شد و او با این دستور پخت، جایزه ۳۰۰۰ دلاری را در مسابقه ملی پخت و پز و شیرینی‌پزی پیلزبری کسب کرد.
در فرهنگ عامه، لویی پریما در سال ۱۹۵۶ آهنگی به نام "Banana Split for My Baby" را اجرا کرد. همچنین، بنانا اسپلیت الهام‌بخش بحث طولانی‌مدت بین ساکنان شهرستان‌های دون و کورن‌وال در انگلستان در مورد نحوه صحیح تهیه "کریم تی" سنتی بوده است. این وضعیت در یک مستندنما ساختگی بی‌بی‌سی در دهه ۱۹۷۰ به نام "Bunfight at the O.K. Tea Rooms" به طنز کشیده شد و این اختلاف تا به امروز ادامه دارد.